# Hymedesmia gunhildae
Hymedesmia gunhildae är en svampdjursart som beskrevs av Alander 1942. Enligt Catalogue of Life ingår Hymedesmia gunhildae i släktet Hymedesmia och familjen Hymedesmiidae, men enligt Dyntaxa är tillhörigheten istället släktet Hymedesmia och familjen Hymedesmidae. Arten är reproducerande i Sverige. Inga underarter finns listade i Catalogue of Life.